# Stadsskrivare
Stadsskrivare eller syndikus var en person som förde protokoll vid en rådhusrätt.

## Historik

### Sverige
Stadsskrivare var en person som förde rådets protokoll, förde bok över stadens tomter och ägare, samt utfärdade burbrev. Stadsskrivaren var invald i städernas råd och kallades från 1533 syndikus. Den hade lika hög rang som rådman, men hade inte rösträtt i rådet.